# Реконвалесценција
Реконвалесценција,  (лат. reconvalestentia - опорављање), опоравак (лат. convalestentia - опоравак), је временски период постепеног опоравака организма болесника након његовог постепеног оздрављења од прележане болести. Понекад период реконвалесценције може ићи паралелно са ишчезавањем симптома болести, али се код неких болесника период реконвалесценције може продужити, од завршетка болести, на краћи или дужи временски период трајања.

## Клиничка слика
Субјективни симптоми и тегобе
У току реконвалесценције могу се јавити следећи субјективни симптоми (тегобе):
- малаксалост,
- исцрпљеност,
- умор,
- губитак апетита,
- привремени губитак радне способности (пилоти, професионални возачи, тешки физички радници итд).

Трајање реконвалесценције
Дужина трајања клиничке слике реконвалесценције је различито и зависи од:
- врсте и стања болести,
- тежине клиничке слике болести,
- начина и врсте примењеног лечења.

## Терапија
Реконвалесценција или опорављање, након преболеле болести, операције или трауме, захтева одређени временски период у коме организам треба поново да стекне тј. обнови поремећене функције и кондицију.
У оквиру лечења потребно је организму реконвалесцента обезбедити:
- довољно дуго трајање одмора уз постепено повећавање физичких активности,
- унос хране богата беланчевинама, витаминима и минералима,
- заштиту од неповољних климатских и епидемиолошких услова (контакта са заразом),
- поштеду од рада на местима штетним по здравље до потпуног опоравка.